# EUC
EUC a.s. (dříve Euroclinicum) je zdravotnická skupina zahrnující síť klinik, mamocenter (centra zabývající se mamografií), lékáren a laboratoří. Je vlastněna investiční firmou Tiffieh Funds sídlící na Maltě.
Po nákupu čtyř pražských poliklinik v roce 2017 narostl celkový počet EUC poliklinik na 23 a celkový obrat činil 2,5 miliardy korun, v témže roce firma zaměstnávala 1479 lidí, o rok dříve ošetřily její kliniky 1,1 milionu pacientů.

## Služby
Skupina má uzavřeny smlouvy se zdravotními pojišťovnami. Zpoplatněná je lékařská péče nehrazená z veřejného zdravotního pojištění. Firma také provozuje službu Lékař online poskytující internetové spojení s lékaři Služba má sloužit jako alternativa k fyzické návštěvě lékaře. 
V roce 2023 skupina odkoupila firmu MyBee Innovative, skrze kterou chce vstoupit na pole domácí péče.

## Historie
Na podzim roku 2017 firma vydala emisi pětiletých dluhopisů v objemu 1,4 miliardy Kč. Zatím nejvyššího obratu dosáhla skupina v roce 2018, kdy se do sítě integrovalo 5 nových klinik a obrat meziročně vzrostl o 38 %.
V prosinci roku 2017 byl také založen nadační fond EUC „Elucidate“. Tento fond je neziskovou organizací zdravotnické skupiny EUC a byl zřízen "za účelem společensky a hospodářsky prospěšných cílů". Fond hledá a podporuje výzkumné, preventivní, vzdělávací a edukační projekty v oblasti poskytování zdravotních služeb. Dále potom také osvětové projekty pro zvýšení atraktivity oboru práce zdravotnických pracovníků.
Součástí EUC se stala společnost Canadian Medical, která má mimo jiné kliniku v pražské Waltrovce. Kliniku prémiové péče založila MUDr. Barbara Taušová podle standardů svých kolegů z Toronta (firma Canadian Medical Care založená v roce 1995, vzor pro Canadian Medical). CM působí na sedmi místech v Praze a Brně. Služby CM jsou placené.